# Juegos Deportivos Escolares Mundiales
Juegos Deportivos Escolares Mundiales o World School Sport Games o Gymnasiade es un evento multideportivo internacional organizado por la Federación Internacional de Deportes Escolares (ISF). Es el evento más grande entre muchos otros eventos deportivos celebrados por la ISF. Alineado con la filosofía de la organización, solo personas entre 13 y 18 años son elegibles para competir.
La normativa vigente estipula que el programa de Gymnasiade se compone de doce deportes individuales obligatorios con cinco deportes opcionales (tres deportes opcionales, más dos adicionales, elegidos por el comité organizador). Los deportes obligatorios actualmente son: tiro con arco, atletismo, boxeo, ajedrez, esgrima, gimnasia, judo, kárate, natación, taekwondo, tenis y lucha libre. En la edición celebrada en 2018, el comité organizador eligió como deportes opcionales: petanca, ciclismo en ruta, surf y golf.
La primera edición de la Gymnasiade se celebró en 1974 en Wiesbaden, Alemania, y contó únicamente con competiciones de gimnasia, atletismo y natación. Desde entonces se han celebrado numerosas ediciones de Gymnasiade. En 2018, Marruecos organizó el evento y recibió a más de 3.000 jóvenes atletas en representación de 58 países. Fue la edición más grande hasta el momento y el primer evento multideporte internacional para jóvenes celebrado en África. La edición de 2022 tuvo lugar en mayo de 2022 y se celebró en Normandía, Francia.

## Ediciones

### ISF World School Summer Games
Celebrado por primera vez en 1974, el Gymnasiade Mundial ISF es un juego multideportivo organizado por la Federación Internacional de Deportes Escolares para atletas menores de 18 años. La competición de atletismo de 1974 no formó parte del evento principal celebrado en Wiesbaden (RFA). El evento se llevó a cabo originalmente cada 2 años, sin embargo, después de 1990 solo se llevó a cabo cada 4 años. De 1974 a 2009 sólo tres deportes obligatorios formaron parte del programa del evento: gimnasia, atletismo y natación.
El Gymnasiade 2020 estaba programado para realizarse en Jinjiang, China, del 17 al 24 de octubre, pero después de varios aplazamientos debido a la pandemia de COVID-19, la ISF decidió cancelar este evento.